# Goddard Institute for Space Studies
El Institut Goddard d'Estudis Espacials (Goddard Institute for Space Studies en anglès o GISS) és un laboratori de la Divisió de Ciències de la Terra del Centre de Vol Espacial Goddard de la NASA i una divisió de l'Institut de la Terra de la Universitat de Colúmbia. L'institut està situat en la Universitat de Colúmbia a Nova York.
La investigació en el GISS emfatitza un estudi ampli del Canvi Global; els canvis naturals i antropogènics en l'entorn que afecten l'habitabilitat del planeta. Aquests efectes poden ocórrer en escales de temps molt diferents, des de forçaments d'un cop com a explosions volcàniques, fins a efectes estacionals/anuals com El Nen i fins als mil·lennis de les edats glacials. La investigació de l'institut combina l'anàlisi de conjunts de dades globals globals (derivats d'estacions de superfície combinades amb dades de satèl·lits per TSM), amb models globals de processos atmosfèrics, de superfície terrestre i oceànics. L'estudi del canvi climàtic passat a la Terra i en altres atmosferes planetàries proporciona una eina addicional per avaluar la comprensió general de l'atmosfera i la seva evolució.
GISS va ser establert el maig de l'any 1961 per Robert Jastrow per fer la investigació bàsica en ciències espacials en suport dels programes de Goddard. Formalment era l'oficina de la ciutat de Nova York de la divisió teòrica de GSFC però era coneguda com el centre del vol espacial de l'Institut Goddard per a estudis de l'espai o en algunes publicacions com simplement l'institut per als estudis de l'espai. Força aviat es coneixia com l'institut de Goddard per als estudis espacials. Es va separar de la divisió teòrica al juliol de l'any 1962. Les seves oficines van ser situades originalment al centre de Interchurch, i l'institut es va moure a Armstrong Hal de Colúmbia (abans dels apartaments d'Ostende i després l'hotel de la residència de Oxford) a l'abril de 1966.